# Bohumil Janda Cidlinský
Bohumil Janda Cidlinský (1. května 1831 Pátek u Poděbrad – 29. září 1875 Poděbrady) byl český básník, romanopisec a překladatel z polštiny, ruštiny a francouzštiny. Je otcem Jiřího Jandy, zakladatele a prvního ředitele pražské zoologické zahrady.
Ve svých dílech Janda zpracovával hlavně téma husitství, které chápal jako národnostní zápas, ale přitom vycházel z Palackého. Jeho pohled na skutečnost byl většinou kriticko-realistický.

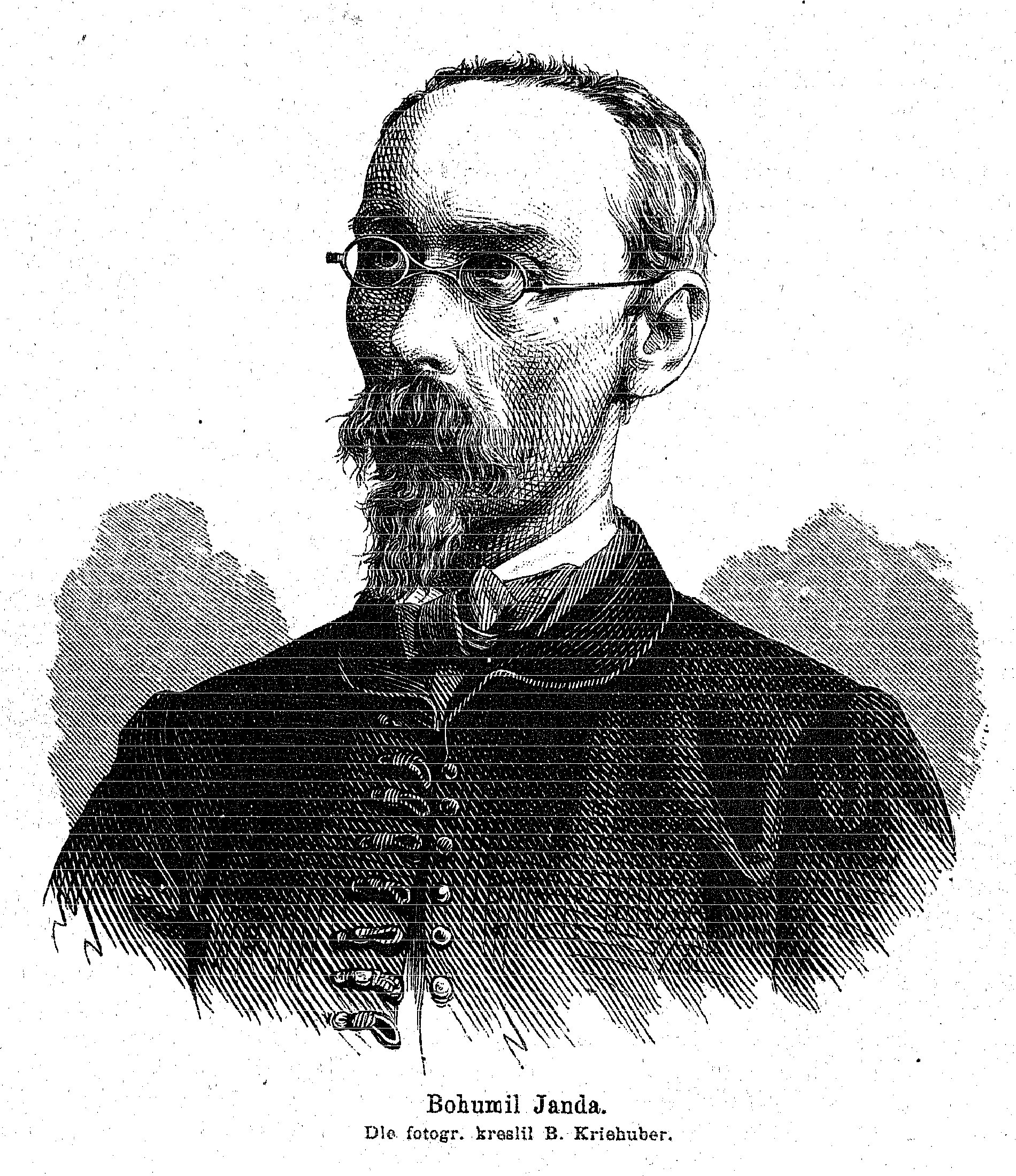
Bohumil Janda (kresba Friedricha Kriehubera, 1871)

## Dílo
- Jaroslav (1857) – obraz ze 40. let 19. století
- Jan Talafús z Ostrova (1864) – obraz z poloviny 15. století
- Pod Vyšehradem, Anna Městecká, Boček (1869–1871) – třídílný románový cyklus z husitských válek
- Rosenberg (1872) – dramatický žert
- sebrané básně (Ze světa, Ze srdce) vyšly v roce 1873